# The Greenskeeper
The Greenskeeper (pt: O Jardineiro Da Morte / br: Campo Sangrento) é um filme de terror de 2002 estrelado por John Rocker como o personagem que faz o assassino.

## Sinopse
Allen é um aspirante a argumentista, cuja mãe é dona do clube de lazer onde trabalha. A sua existência pacata leva uma grande reviravolta quando começa a ter violentos pesadelos, onde é atormentado pela visão de um assassino em série, que se julga morto numa explosão, há alguns anos atrás. Apesar do seu divertido companheiro de quarto o tentar animar, Allen está decidido a resolver o mistério. Depois de recolher algumas pistas de um dos funcionários do clube e do seu diabólico padrasto, Allen começa a suspeitar que tem uma ligação que nunca imaginara com o assassino. Entretanto, algumas das mais belas clientes do clube, lideradas por Mary Jane, decidem entrar nas instalações, fora de horas, para uma noite louca, recheada de álcool e sexo. Uma ocasião que o assassino em série, afinal bem vivo, aproveita para executar as beldades, uma a uma.

## Elenco
- Allelon Ruggiero como Allen
- Christi Taylor como Mary Jane
- Thomas Merdis como Otis
- John Rocker como The Greenskeeper

## Curiosidades
- O filme The Greenskeeper pode ser comparado com o filme também americano The Burning.
- O filme foi recebido com críticas negativas.